# Подстеньшек
Подстеньшек (словен. Podstenjšek) — поселення в общині Ілірська Бистриця, Регіон Нотрансько-крашка, Словенія. Висота над рівнем моря: 422,3 м.